# 維倫 (圖爾高州)

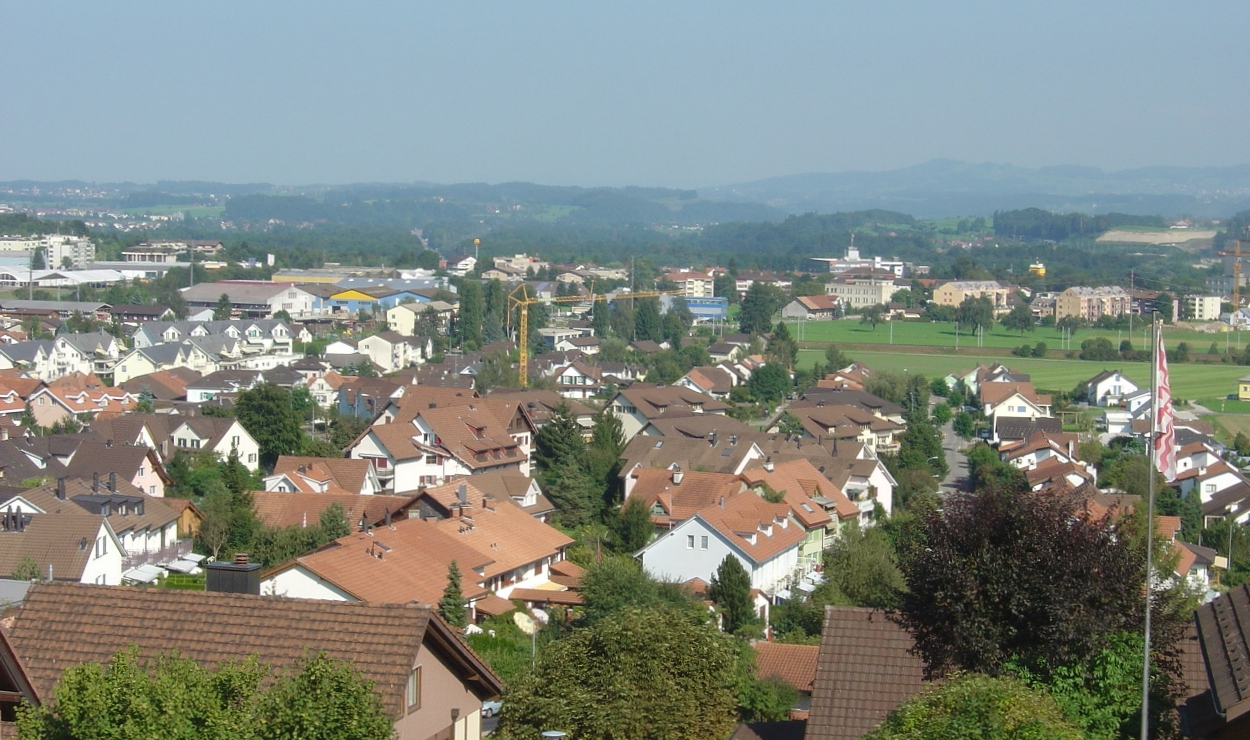

維倫是瑞士的城鎮，位於該國東北部，由圖爾高州負責管轄，面積2.27平方公里，海拔高度552米，2012年人口2,149，六成人口信奉羅馬天主教，人口密度每平方公里947人。